# PDP-10
PDP-10 var en stordator som tillverkades av Digital Equipment Corporation (DEC) från slutet av 1960-talet. Namnet betyder "Programmed Data Processor model 10" (programmerad dataprocessor, modell 10). Den var betydelsefull i hackerkulturen då den köptes in på 1970-talet till flera universitet och forskningslaboratorier, däribland MIT, Stanford University och Carnegie Mellon University. I Sverige fanns PDP-10-datorer vid Uppsala universitet, KTH, QZ, m.fl.
PDP-10 hade nästan samma arkitektur som den tidigare PDP-6:an, bland annat hade den samma 36-bitars ordlängd och nästan samma instruktioner. 

## Modeller och utveckling
Den första PDP-10-processorn var KA10, som introducerades 1968. Den bestod av diskret logik, d.v.s. individuella transistorer som sammankopplades med wire wrapping. 1973 ersattes KA10 med KI10, som använde sig av TTL SSI-logik. Den följdes i sin tur 1975 av KL10, som byggdes i ECL, var mikroprogrammerad och hade ett cacheminne. En mindre billigare modell, KS10, introducerades 1978 med TLL och Am2901 bit-slice-komponenter. Den använde dessutom PDP-11:ns Unibus för att ansluta kringutrustning.
KA10 hade en maximal minnesstorlek på 256 Kord (motsvarande 1152 Kbyte).

## Mjukvara
Det ursprungliga operativsystemet för PDP-10 hette kort och gott "Monitor", men bytte senare namn till TOPS-10 samtidigt som datorn själv döptes om till DECsystem-10. Tidiga versioner av Monitor och TOPS-10 var grunden till operativsystemen WAITS (Stanford) och Compuserve.
BBN utvecklade sitt eget alternativa operativsystem, TENEX, som snabbt blev en defaktostandard bland forskare. DEC porterade senare TENEX till KL10, som förbättrades och fick namnet TOPS-20, vilket blev grunden till DECSYSTEM-20-linjen. MIT skapade också ett betydelsefullt system, ITS.

## Kloner
På 1970-talet blev forskarna i Xerox PARC frustrerade över att företagsledningen vägrade köpa in en PDP-10. Xerox hade just köpt bolaget DSS och ville att PARC skulle använda en SDS-dator. Istället utvecklade och byggde PARC två klonade datorer som de kallade "MAXC" (uttalat "Max" efter Max Palevsky, som hade sålt SDS till Xerox) för eget bruk. De körde en modifierad variant av TENEX.
Andra försök att sälja PDP-10-kloner misslyckades (se Foonly, System Concepts och XKL).

## Nedläggning och inflytande
DEC insåg att PDP-10-datorerna konkurrerade med DEC:s egna VAX-datorer (ättlingar till PDP-11). Företaget beslöt då att sluta tillverka PDP-10 och fokusera sin verksamhet på VAX. Företagen tillkännagav nedläggningsbeslutet 1983. 
PDP-10-datorns död var även döden för ITS och den tidiga hackerkulturen, även om hängivna PDP-10-användare höll igång enstaka maskiner ända i slutet av 1990-talet. Då hade det blivit något av en hackermerit att ha börjat sin programmeringskarriär på en PDP-10.
Assemblerinstruktionerna LDB och DPB (load/deposit byte) lever vidare i programmeringsspråket Common Lisp. 
William Crowther skapade Colossal Cave Adventure, det första äventyrsspelet, på en PDP-10. Walter Bright skapade strategispelet Empire på en PDP-10. Roy Trubshaw och Richard Bartle skapade den första MUD:en på en PDP-10.